# Rajongemeinde Trakai
Trakai (Trakų rajono savivaldybė) ist eine  Rajongemeinde in Litauen. Sie hat 35.252 Einwohner (2021) auf 1202,74 km² Fläche. Innerhalb dieser Selbstverwaltungsgemeinde gehört die Stadt zum Amt (seniūnija) Trakai, dessen Sitz es auch ist. Die Gemeinde ist berühmt für ihre alte Wasserburg Trakai auf einer Insel zwischen dem Galvesee, dem Lukasee und dem Totoriskessee.
Im Großfürstentum Litauen gab den Bezirk Traken in der Woiwodschaft Traken.

## Siedlungen
Die Rajongemeinde  umfasst (Einwohnerzahl 2001 und 2011):
- 3 Städte 
  - Trakai – 5725/5266
  - Lentvaris – 11.773/11.517
  - Rūdiškės – 2559/2414

- 2 Städtchen (miesteliai):
  - Aukštadvaris – 1031
  - Onuškis – 584

- 440 Dörfer, darunter:
  - Senieji Trakai – 1501
  - Paluknys – 742
  - Onuškis – 584
  - Žaizdriai – 537
  - Kariotiškės – 416
  - Rykantai – 412

## Amtsbezirke

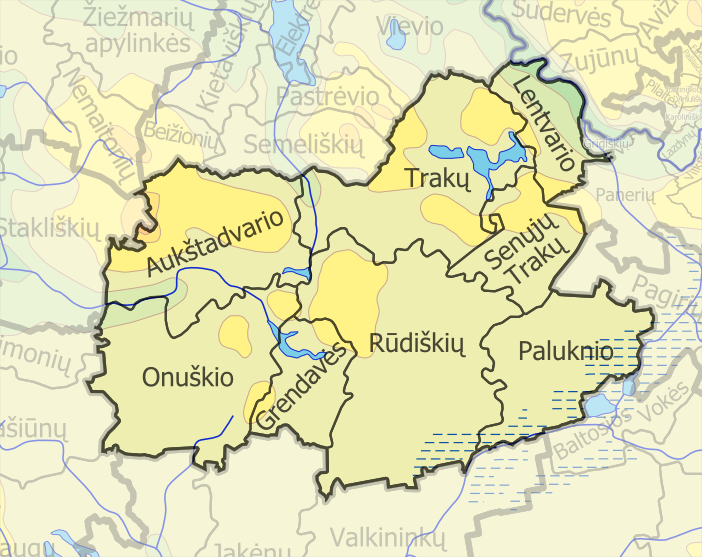
Amtsbezirke der Rajongemeinde Trakai

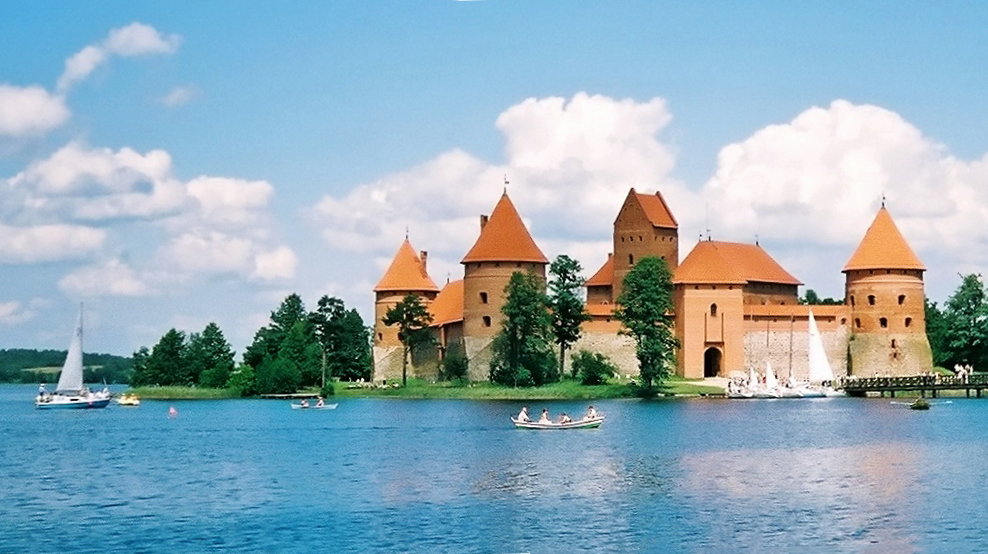
Wasserburg Trakai

- Aukštadvaris
- Grendavė
- Lentvaris
- Onuškis
- Paluknys
- Rūdiškės
- Senieji Trakai
- Trakai

## Bürgermeister
- 1995: Kęstutis Vaitukaitis
- 1996: Vytautas Mikalauskas
- 2000: Saulius Raščiauskas
- 2003: Tadeušas Uždel
- 2004, 2007: Vytautas Petkevičius
- 2008–2009: Edmundas Zenonas Malūkas
- 2009–2014: Vincas Kapočius
- 2014–2021: Edita Rudelienė (* 1978), LRLS
- Seit 2021: Andrius Šatevičius (* 1991), LRLS